# Костянтинівська бухта
Костянти́нівська бухта (крим. Kostântınivska körfezi) — частина Севастопольської бухти, перша на схід від північного вхідного молу. Назву отримала за Костянтинівським мисом, який утворює західний берег бухти. У XVIII-XIX століттях на північному узбережжі бухти знаходилося солоне озеро, яке згодом було засипане. У бухті розташовано кілька катерних причалів.
Свою назву вона отримала на честь Костянтинівської казематованої батареї, яка відзначилася під час першої та другої оборони Севастополя. Під час першого бомбардування Севастополя в ході Кримської війни 5 жовтня 1854 року форт зазнав масованого обстрілу британців, але в боргу не залишився — від точних влучень спалахнули лінкори «Лондон», «Кім» та «Агамемнон», які були змушені відійти подалі в море.
Завдяки захисникам морської фортеці у роки Другої світової війни було забезпечено евакуацію мирного населення та червоноармійців з Північного боку та виведення кораблів Чорноморського флоту із Севастопольської бухти.